# Bignònia blanca
La Bignònia Blanca (Pandorea jasminoides), també anomenada Bignònia jasminoides i Tecoma jasminoides, és una planta de fulla parenne que pertany a la família de les Bignoniaceae, les quals són enfiladisses i amb flor. Són originàries del nord-est d’Austràlia, de Malàisia i de Nova Caledonia i han sigut introduïdes a l’Illa de l’Ascensió, a Guatemala i a Trinitat i Tobago.

## Etimologia
Pandorea és una paraula que prové de Pandora, el personatge de la mitologia grega coneguda per haver portat tots els mals a la humanitat obrint la caixa que els contenia. Fa referència a la gran quantitat de llavors que allibera un cop la càpsula s'obra.
Jasminoides, del llatí jasminum, que és gessamí en català, i del grec oides, que significa semblança, referint-se doncs a la similitud entre la Pandorea jasminoides i el gènere jasminum.

## Taxonomia
La Bignònia Blanca va ser descrita formalment per primera vegada l'any 1837 per George Don, que li va donar el nom de Tecoma jasminoides a A General History of Dichlamydeous Plants. L'any 1894, però, Karl Moritz Schumann li va canviar el nom per l'actual, Pandorea jasminoides a Die Natürlichen Pflanzenfamilien.

## Descripció

### Mida i condicions de creixement
És una planta de creixement ràpid. Arriba a amplades d’entre 1 i 1,5 metres i a altures d’entre els 4 i els 8 metres, i assoleixen la màxima altura entre els 5 i 10 anys de vida.

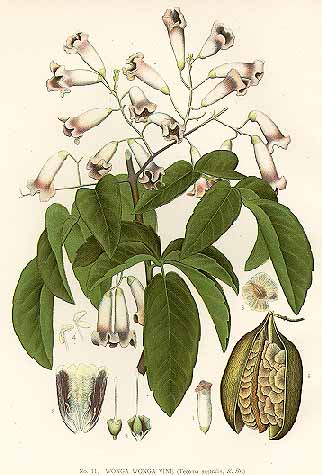
Representació de cadascuna de les parts de la planta

Per tal que el seu creixement sigui òptim, ha de ser plantada en terra franca, un sòl agrícola compost de sorra, llim i argila on l’aigua té una millor filtració i drenatge en comparació als sòls on predomina el llim, una altra característica que afavoreix el seu creixement, ja que la planta s'ha de mantenir humida però també ben drenada. El pH s'ha de mantenir àcid, àlcali o neutral. Ha d’estar posicionada per tal que li toqui el sol completament i ha d’estar encaminada cap al sud o cap a l’oest i s'hauria de mantenir també coberta. Segons l'escala de duresa elaborada per la RHS, es troba en la classificació H1C, és a dir, que, amb les condicions que hi ha al Regne Unit, la planta pot créixer a fora durant l'estiu i s'ha de mantenir, com a mínim, entre 10 °C i 15 °C.

### Fulles
Les seves fulles són compostes monopinnades i imparipinnades amb folíols alterns i de forma entera, pecíol dels quals es quasi inexistent. Els folíols tenen un to verd mat elegant amb el nervi principal poc marcat, en canvi, el pecíol, tot i que habitualment es de color verd clar, sovint agafa un to més marronós.
Les fulles solen fer entre 120 i 170 mm de llargada, els pecíols entre 20 i 40 mm i els folíols entre 45 i 60 mm i entre 15 i 30 d'amplada.

### Floració
La planta floreix des del setembre fins al març.
Les seves flors tenen una estructura homoclamídia, semblants a una trompeta. La flor consta principalment de cinc pètals oberts disposats en forma d'estrella a la campana de la trompeta que presenta una tonalitat blanca, encara que a mesura que s'apropa a l'interior agafa tonalitats fúcsies cada vegada més vives. Tot i això, poden canviar segons la varietat. També s'aprecien uns dissimulats sèpals a la base de la flor, la resta de parts de la flor, incloent-hi els òrgans sexuals, els quals són de difícil accés i visualització ja que es troben a l'interior profund de la trompeta.
El tub de la trompeta que formen els pètals fa entre 40 i 60 mmm de llargada i el que formen els sèpals entre 5 i 8 mm.

### Fruit
El seu fruit consta d'una càpsula ovalada en forma de llegum penjant que passa d'una tonalitat verda a ser totalment marró quan aquest madura, moment en el qual s'obre per dispersar les llavors.
D'amplitud fa entre 40 i 60 mm, mentre que de llarg fa entre 10 i 20 mm.

## Varietats
Hi ha 8 varietats de Pandorea Jasminoides. Tenen les mateixes característiques bàsiques i es diferencien pel color del fullatge i dels seus pètals.
- Pandorea jasminoides 'Alba'
- Pandorea jasminoides 'Charisma' (v); Pandorea 'Charisma'; Pandorea jasminoides 'Variegata'
- Pandorea jasminoides 'Golden Showers'; Pandorea pandorana 'Golden Rain'
- Pandorea jasminoides 'Lady Di'
- Pandorea jasminoides 'Rosea'
- Pandorea jasminoides 'Rosea Superba'
- Pandorea jasminoides 'Southern Belle'
- Pandorea jasminoides 'Southern Sunset'

### Pandorea jasminoides 'Alba'
Els seus pètals són molt semblants als de la varietat Lady Di, i sovint es poden confondre, però tendeixen a ser de colors molt més clars, fins al punt on gairebé es fa imperceptible el color groguenc central de la flor.

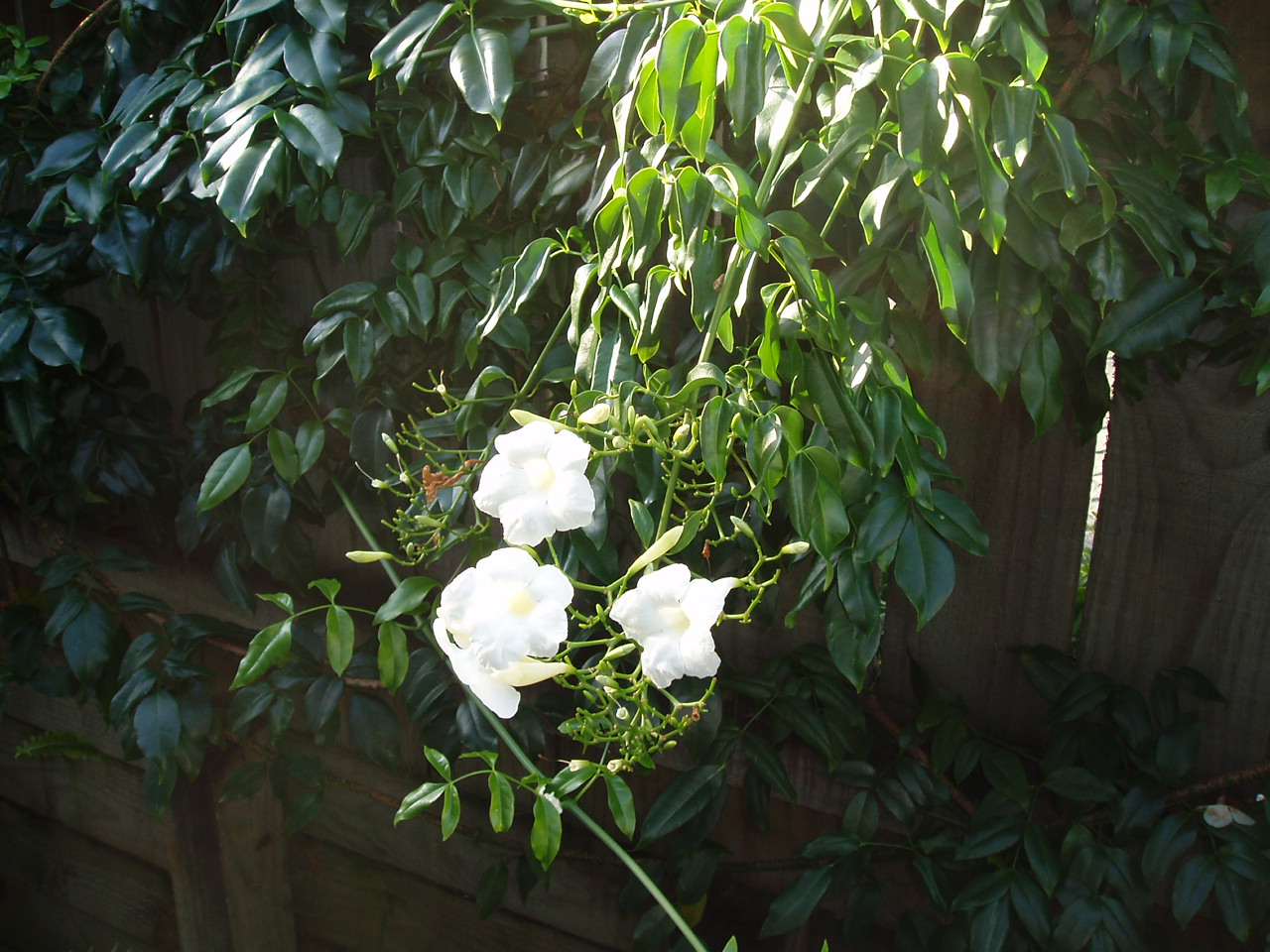
Pandorea jasminoides, varietat 'Alba'

### Pandorea jasminoides 'Charisma' (v)

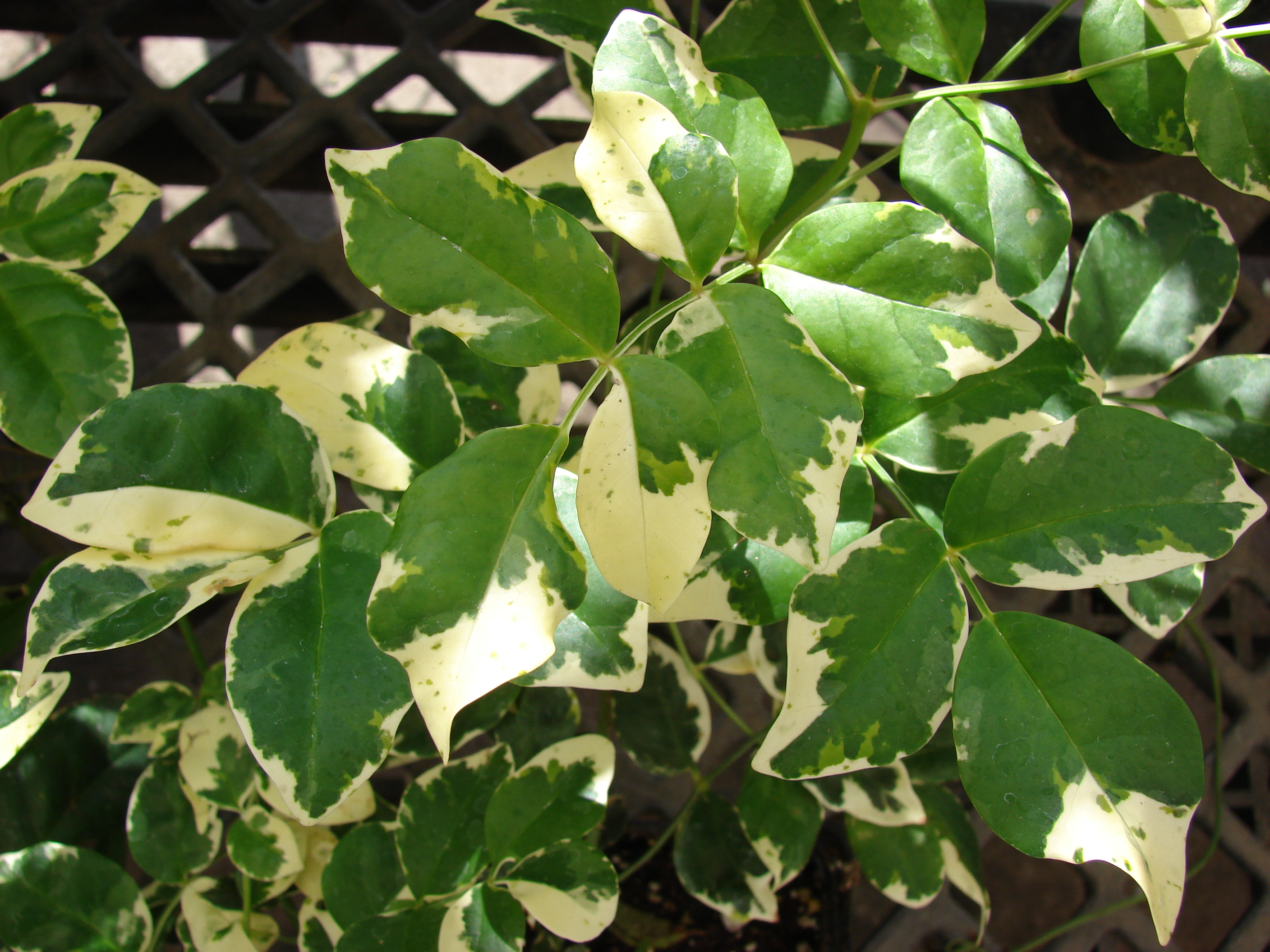
Pandorea jasminoies, varietat 'Charisma', detall fullatge

Els seus pètals són del mateix color que la bignònia blanca comuna, blancs a l'extrem i rosa al centre, però el seu fullatge és verd i crema.

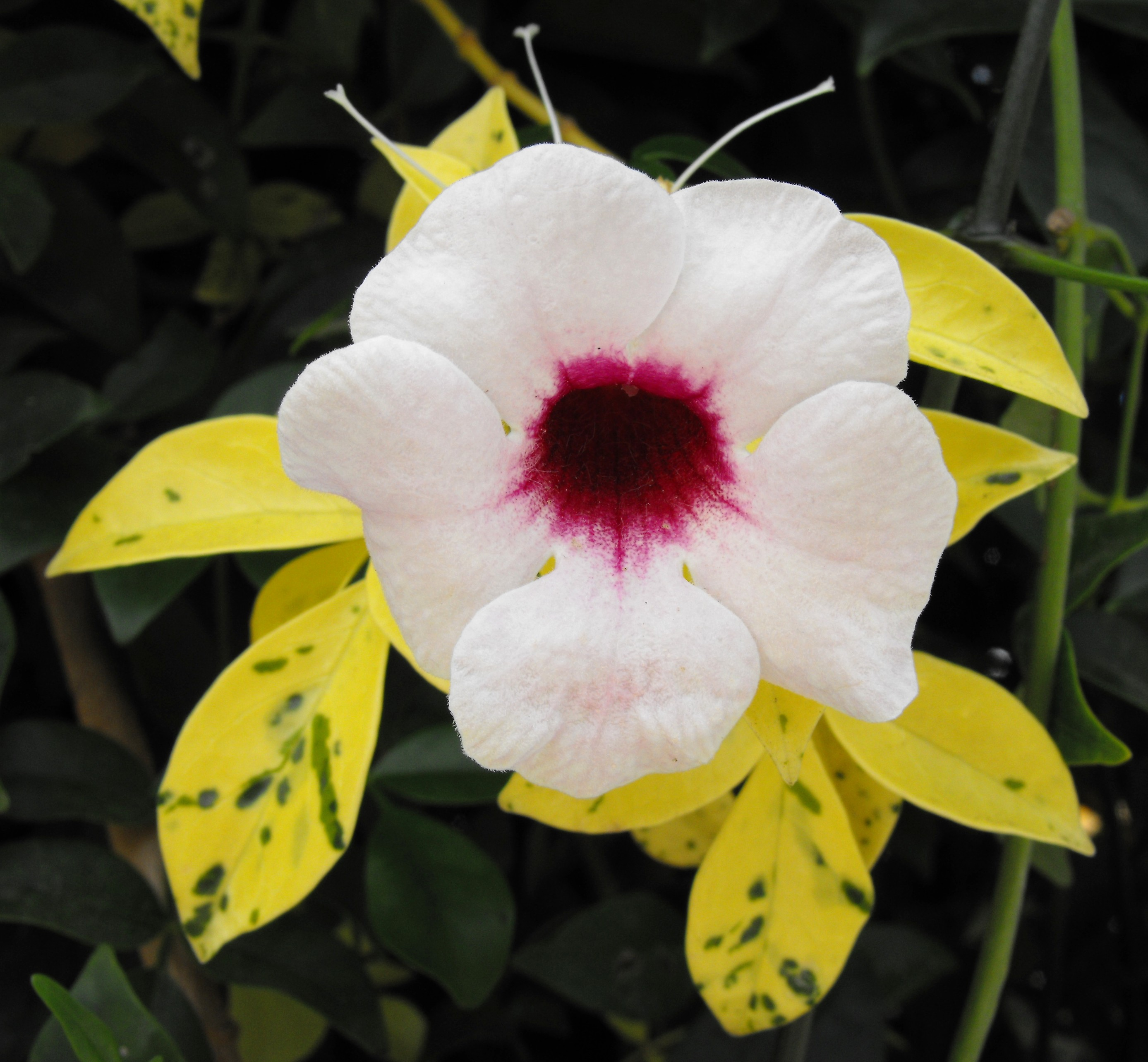
Pandorea jasminoides, varietat 'Charisma'

### Pandorea jasminoides 'Golden Showers'
Aquesta és la varietat que més es distingeix de les altres. Els seus pètals són de color groc taronjós i fins i tot poden arribar a ser vermells. A diferència de la resta, té una forma de trompeta amb els extrems molt tancats, cosa que fa que la seva longitud augmenti.

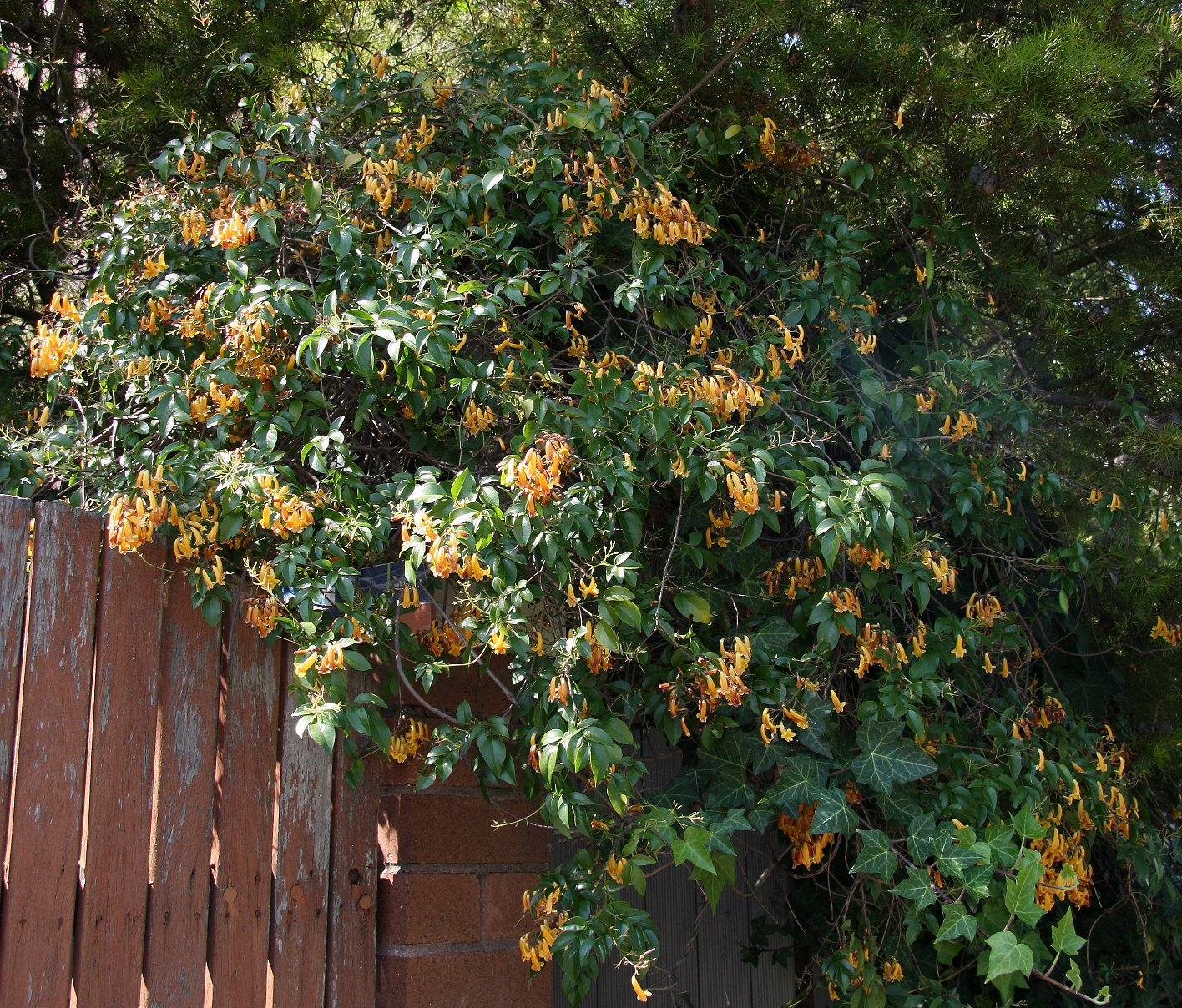
Pandorea jasminoides, varietat 'Golden Shower'

### Pandorea jasminoides 'Lady Di'
Aquesta varietat caracteritza per tenir uns pètals de color blanc i un centre groguenc.

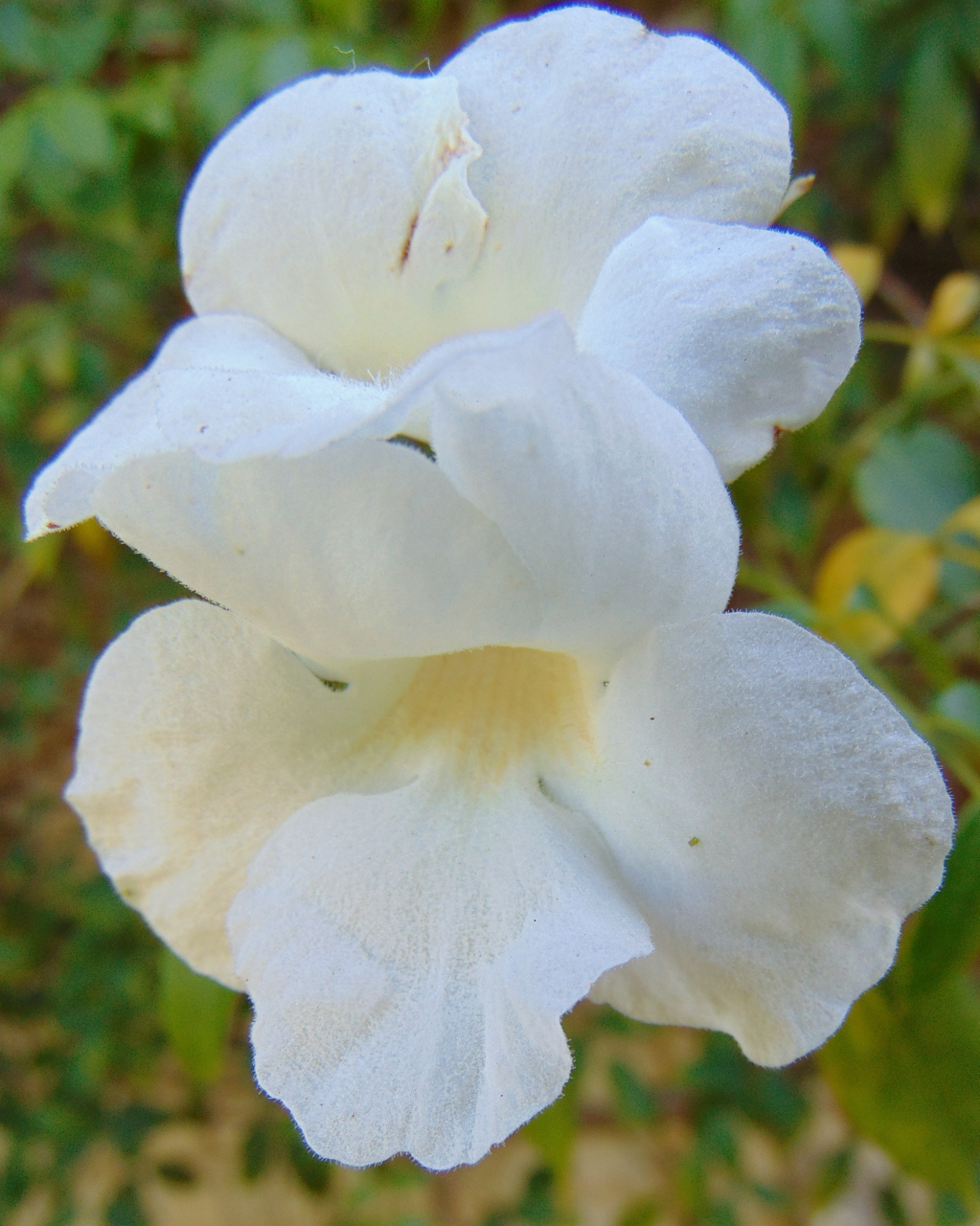
Pandorea jasminoides, varietat 'Lady Di'

### Pandorea jasminoides 'Rosea'
Els pètals d'aquesta varietat són roses clars i s'enfosqueixen considerablement al centre, el qual és fúcsia.

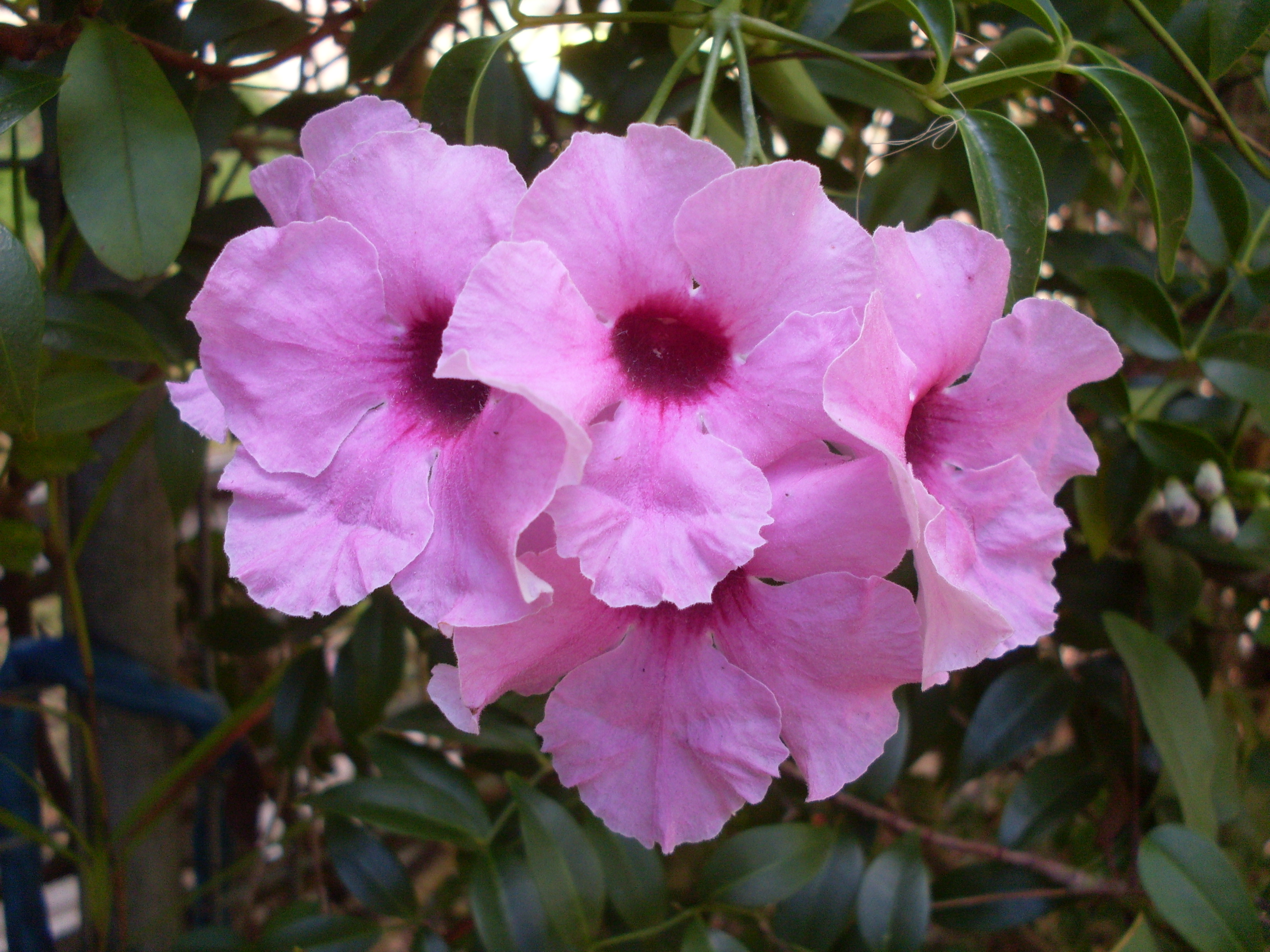
Pandorea jasminoides, varietat 'Rosea'

### Pandorea jasminoides 'Rosea Superba'
És molt similar a la varietat Rosea, però els seus pètals són d'un color rosa molt més clar, i el seu centre, per tant, també.

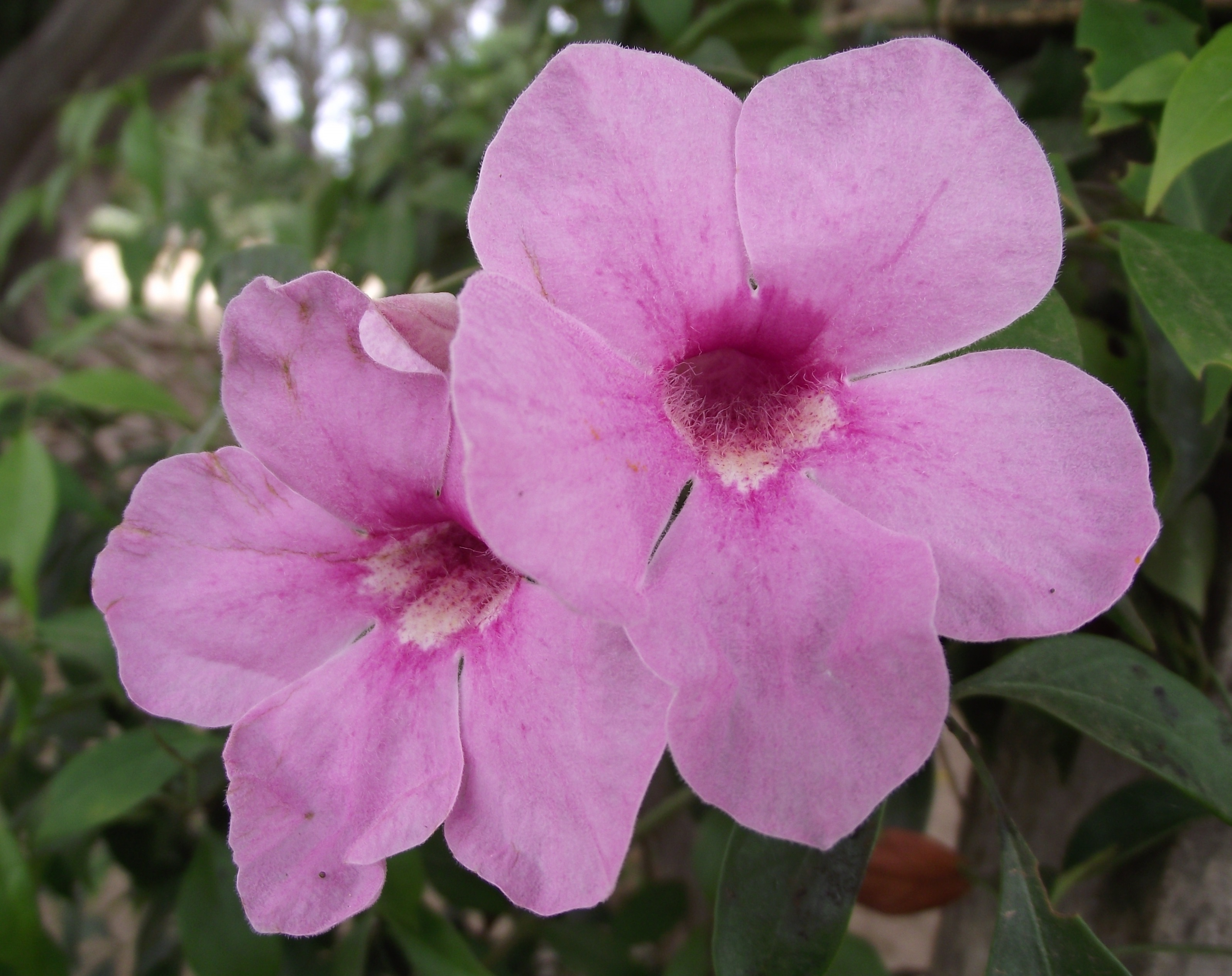
Pandorea jasminoides, varietat 'Rosea Superba'

### Pandorea jasminoides 'Southern Belle'
De manera similar a la varietat Golden Showers, els pètals d'aquesta varietat són molt més tancats que els de la resta. Quant al color s'assembla a les varietats Rosea i Rosea Superba, ja que és tota rosa, tot i que més clar.

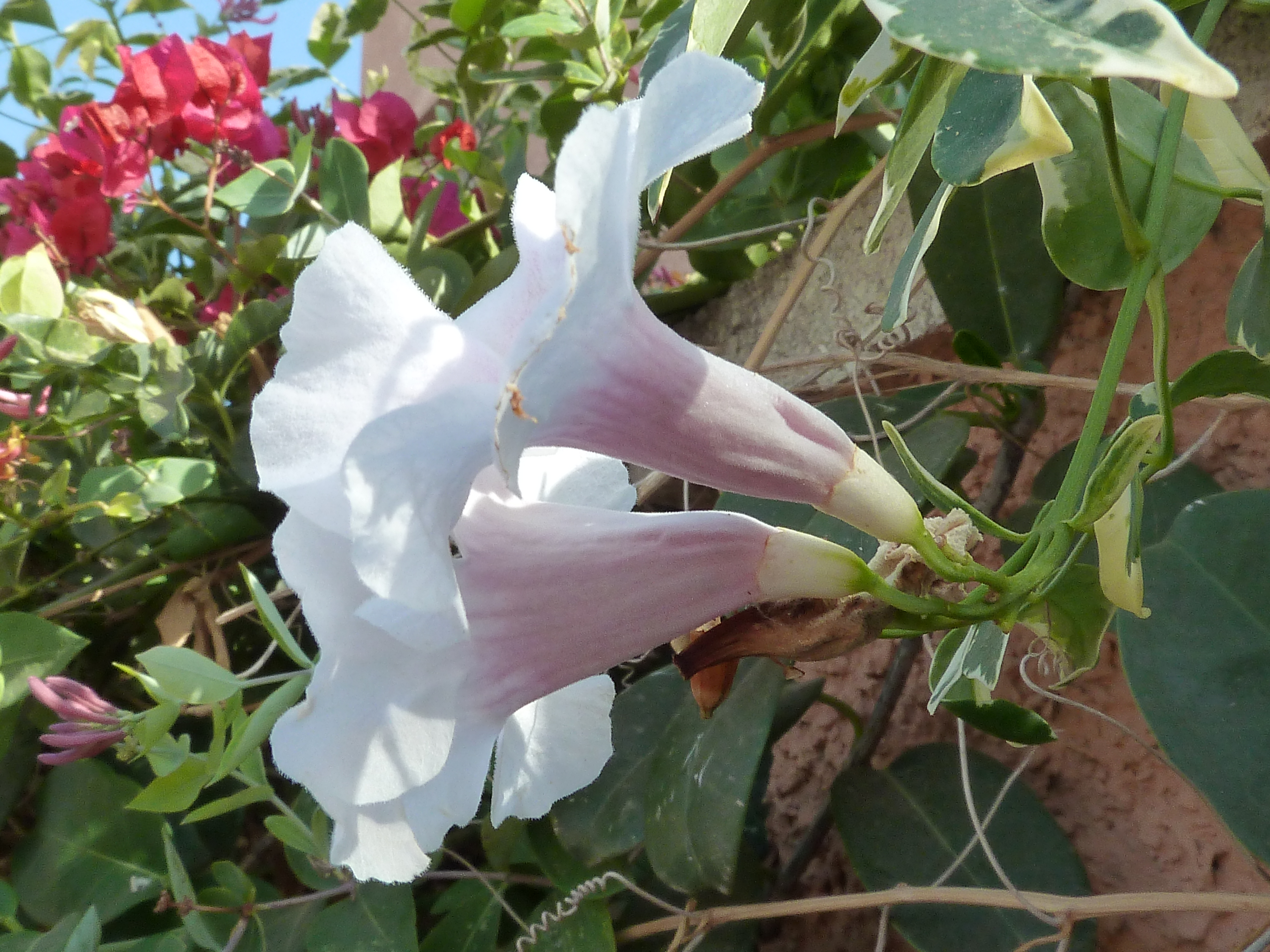
Pandorea jasminoides, varietat 'Southern Belle'

### Pandorea jasminoides 'Southern Sunset'
De la mateixa manera que la varietat Charisma, els colors de la flor d'aquesta varietat són molt similars als de la bignònia blanca comuna, tot i que el centre és més fosc.

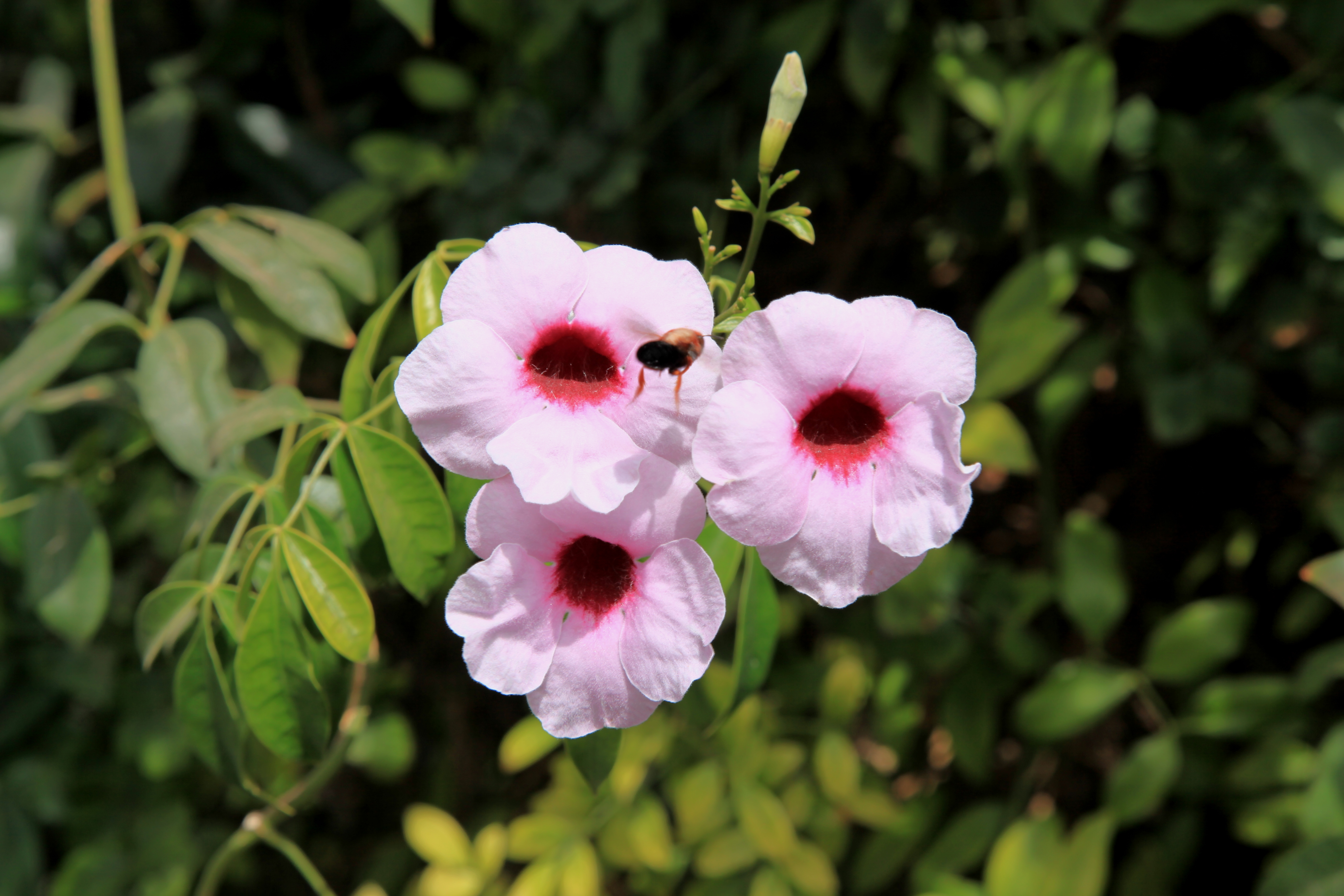
Pandorea jasminoides, varietat 'Southern Sunset'

## Distribució, hàbitat i clima
Les pandorea jasminoides majoritàriament es concentren a la costa nord-est d'Austràlia. Es troben sovint en boscos tropicals i subtropicals i en àrees càlides des de l'est de Queensland fins al nord de Nova Gal·les del Sud, tot i que també poden créixer al sud del país si tenen prou humitat i estan protegides contra les gelades i fins i tot, encara que es glaça a partir dels 5 °C, també pot resistir els hiverns de Canberra, on la temperatura oscil·la entre els 0 °C i els 12 °C, en llocs coberts. Tot i això, és introduïda a molts altres països. Seguint la divisió d'aquest mapa, es troba a les zones NEC (North East Coast) i SEN (South East Coast).

Austràlia dividida en regions

## Plagues i malalties
Pel que fa a les plagues, pot estar afectada pels afidoïdeus i per l’aranya roja comuna, però generalment no propaga malalties.

## Usos
Generalment, l'ús que se'n fa és decoratiu, tot i que també té alguns usos determinats per les seves característiques.

### Ús general
Es fa servir sovint de decoració per a jardins i cases, especialment en estructures com arcs per on s'hi puguin enfilar.

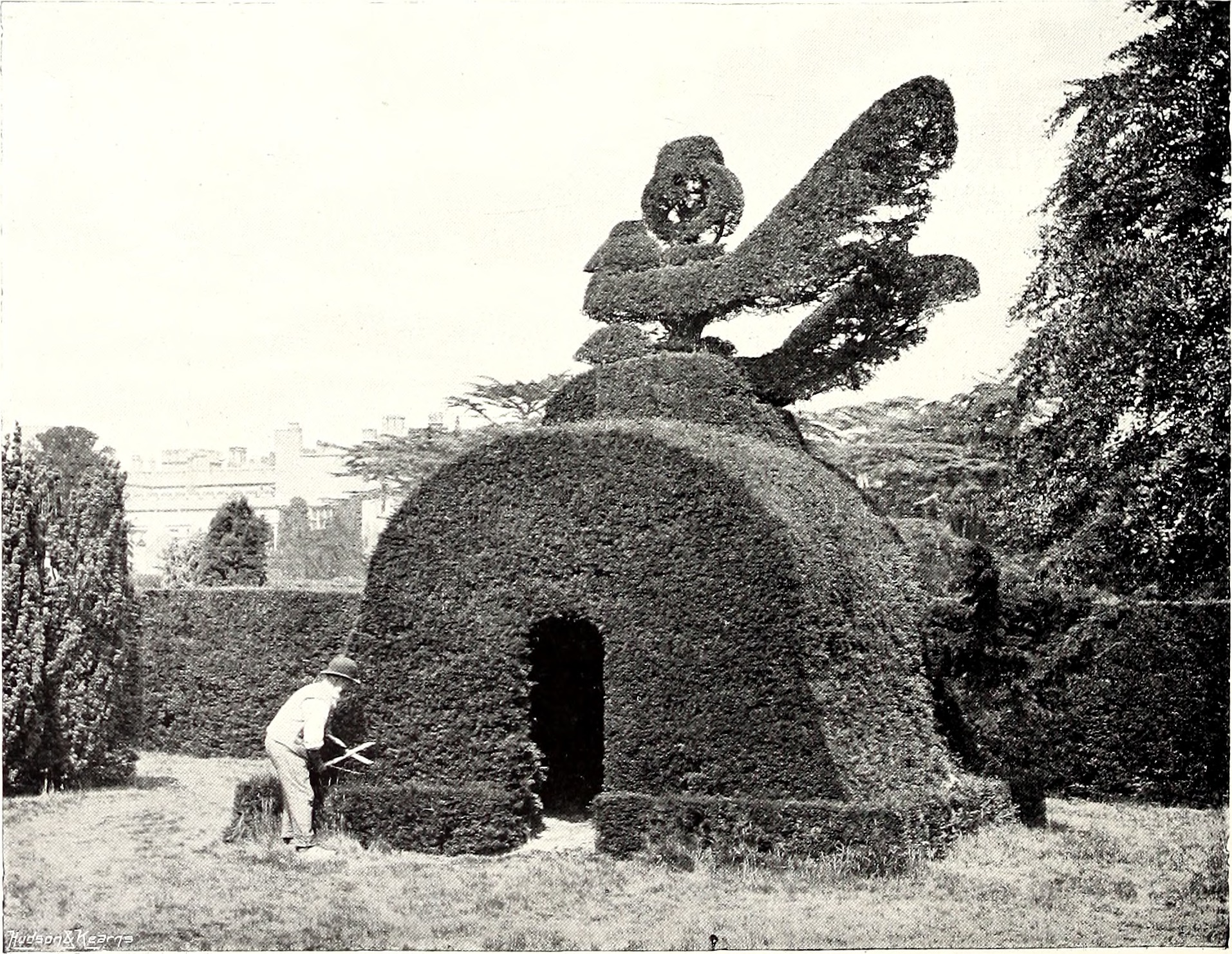
Estructura coberta de pandorea jasminoides

### Ús paisatgístic
Es considera que té el factor "wow", és a dir, que té atributs que fan que sigui admirable. Per això s'utilitza com a planta característica, és a dir, que visualment és tan atractiva que la fa perfecte per ser punt focal d'un paisatge. Per aprofitar-ho, s'haurien de col·locar en àrees on puguin ser destacades i, per tant, admirades.
També es fa servir en alguns casos de pantalla per tal d'interrompre les vistes per destacar certes característiques o bé per amagar una visió antiestètica. Aquest mateix tret la fa ideal també per fer la funció de paravent.

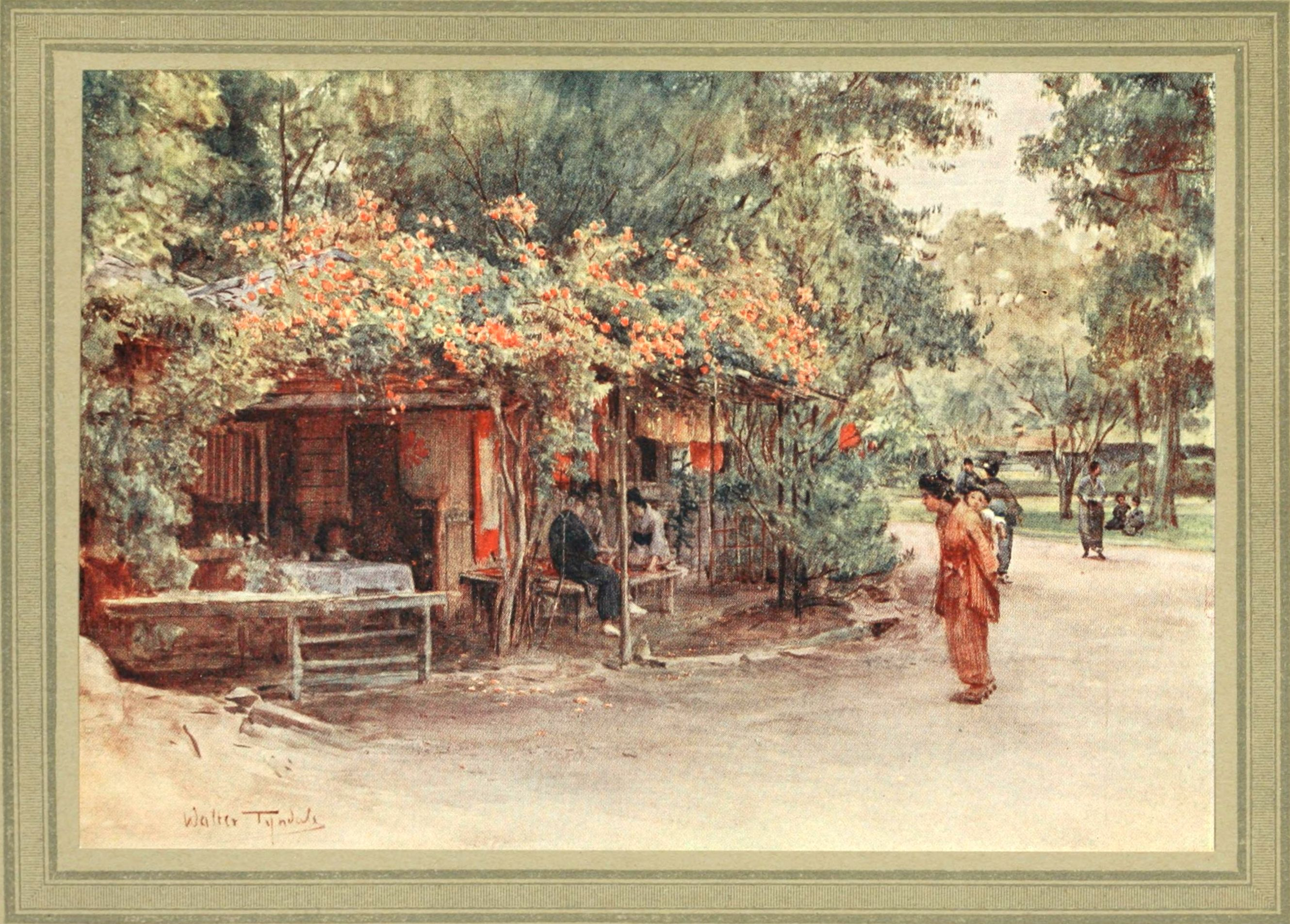
Pintura d'un paisatge japonès on la pandorea jasminoides és el centre d'atenció i s'utilitza el seu caràcter enfiladís per cobrir una estructura

### Usos especials
En alguns casos, pot ser utilitzada pel control d'erosions. També són escollides pel sol fet que sigui de creixement ràpid o aptes per l'ús en parcs infantils.